# كيوراكافاي (تشيلي)
كيوراكافاي (بالإسبانية: Curacaví) هي بلدية تقع في تشيلي في Melipilla Province.[بحاجة لمصدر] يقدر عدد سكانها بـ 24,298 نسمة ومساحتها 693.2 كم2 .

## معرض صور

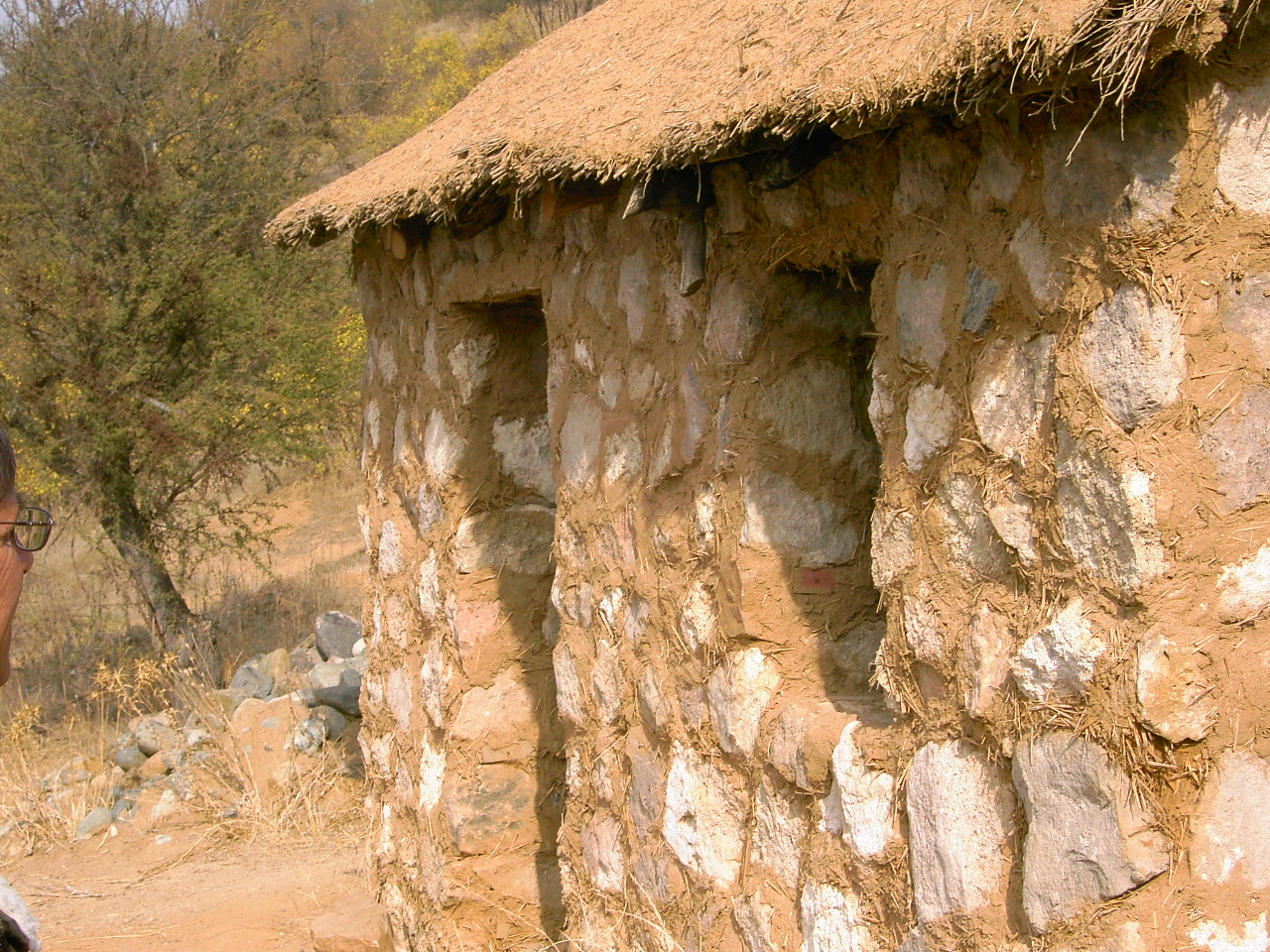
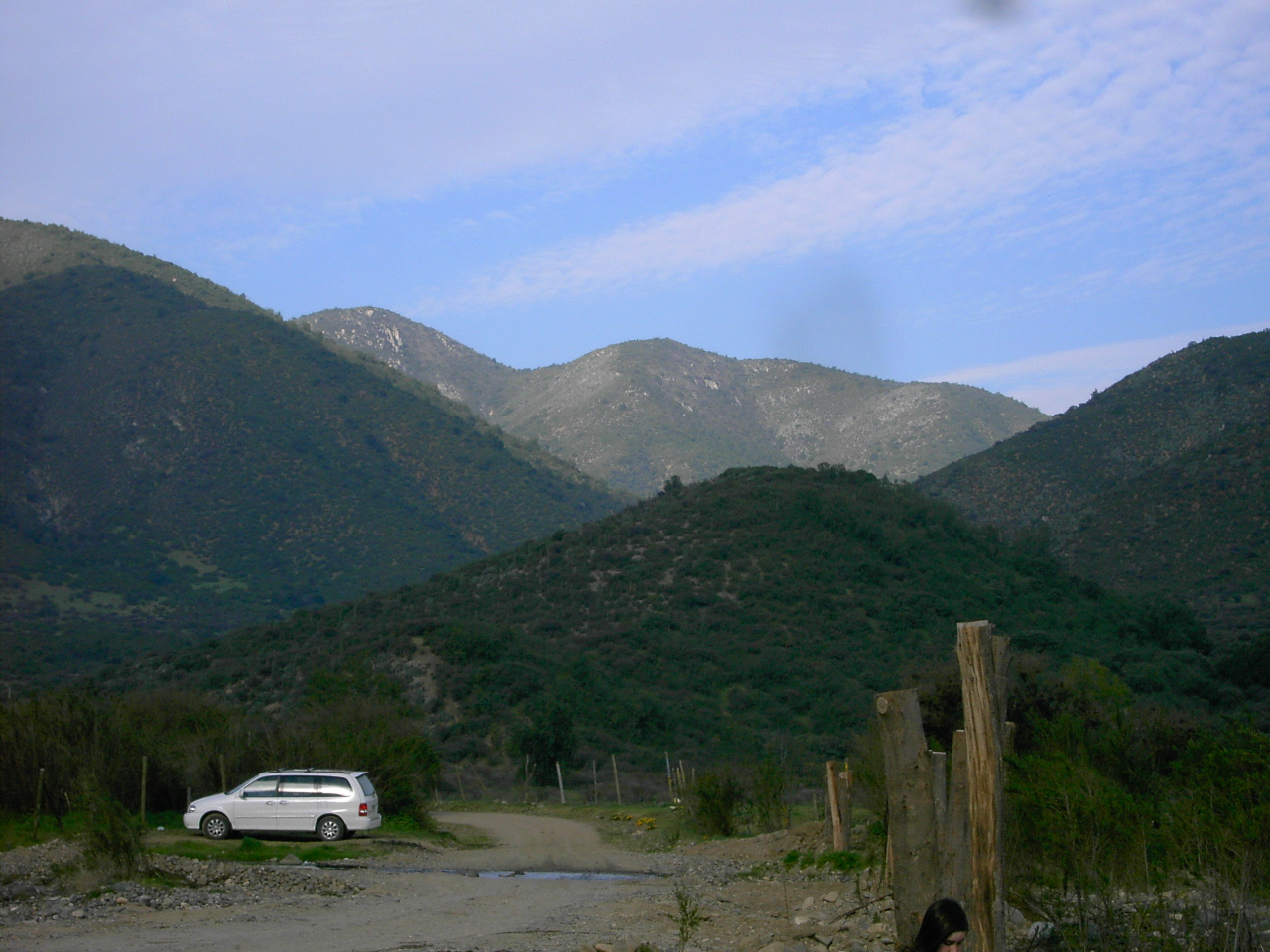
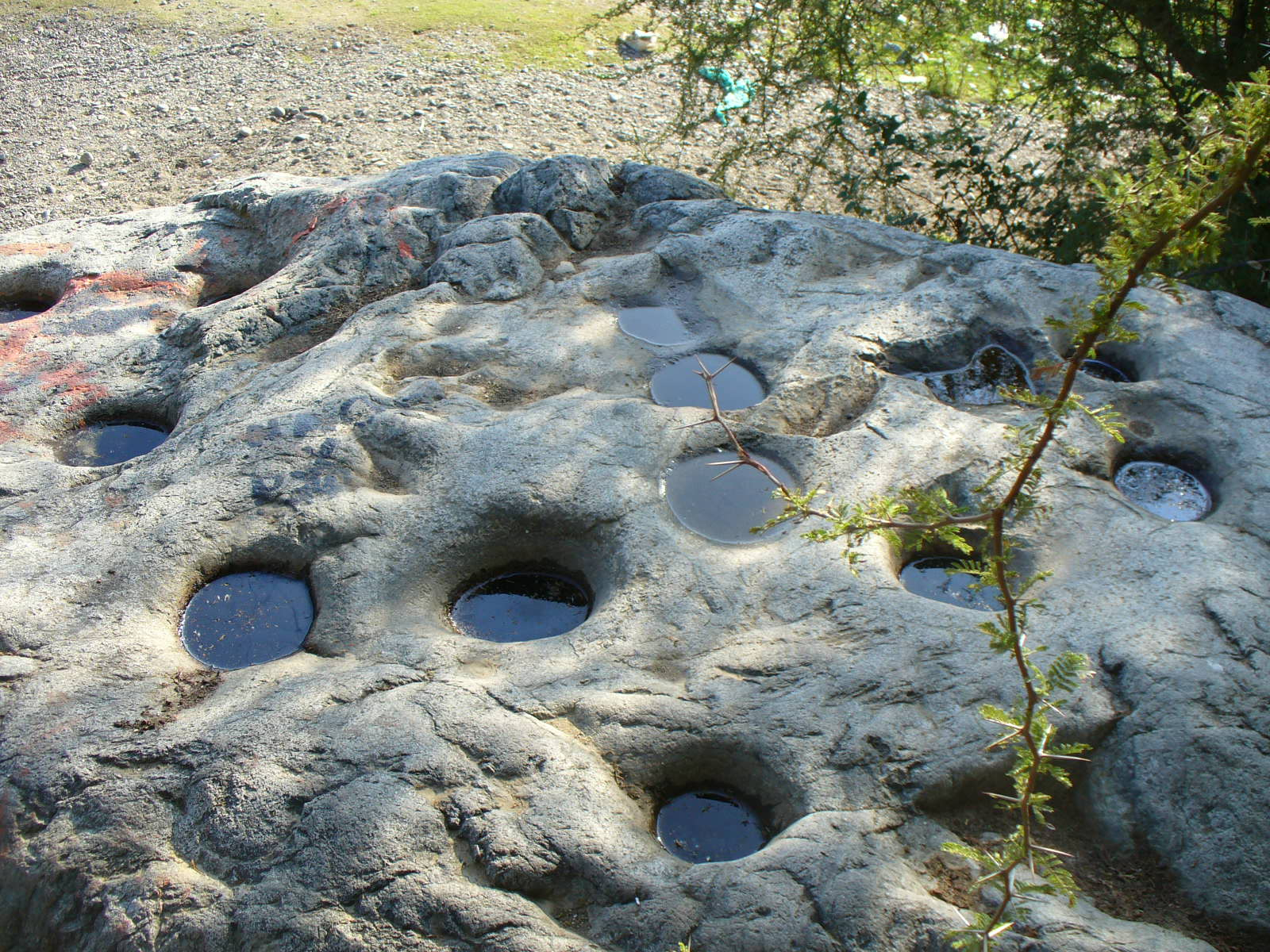

## أعلام
- أوسكار ساليناس
- روبرتو غوتيريز